# Rode vari
De rode vari (Varecia rubra) is een halfaap uit de familie der maki's (Lemuridae). De wetenschappelijke naam van de soort werd voor het eerst geldig gepubliceerd door Étienne Geoffroy Saint-Hilaire in 1812. Het is een van de twee soorten vari's, de andere soort is de vari (V. variegata), die zwart-wit is.

## Beschrijving
De vari is 53 centimeter lang en heeft een staart van zo'n 60 centimeter. Ze wegen ongeveer 3,5 tot 4 kilogram. Mannetjes zijn iets kleiner dan wijfjes. De rode vari leeft in de regenwouden langs de kust van Oost-Madagaskar.
De kop, buik, poten en staart van de vari is zwart, de rug is rood en in de nek bevindt zich een witte streep. In het wild worden de dieren zo'n 15 tot 20 jaar oud en in gevangenschap tot 25 jaar. Het is een dier dat overdag het meest actief is voornamelijk in de ochtend en de avondschemering.
In tegenstelling tot andere primaten die overdag actief zijn, bouwen de wijfjes nesten 10 tot 20 meter boven de grond. De jongen worden geboren aan de start van het regenseizoen omdat er dan meer voedsel voorhanden is. De jongen kunnen meteen zien en hebben een vacht, maar kunnen het nest pas na 7 weken verlaten. Tot 65% wordt niet ouder dan drie maanden, voornamelijk omdat de jongen uit de bomen vallen. Ze eten vooral vruchten, zaden, bladeren en nectar. De rodi vari wordt in het wild 15-20 jaar oud, in gevangenschap kunnen ze wel tot 25 jaar oud worden en bij uitzondering zelfs 33 jaar .

## Leefgebied en status als bedreigde diersoort
De rode vari houdt zich op in ongeschonden, hoogopgaande bossen, waar hij leeft in de boomkronen. Het verspreidingsgebied is 4000 km² op het schiereiland Masoalo (zie kaartje verspreidingsgebied). Door de opening van het Nationaal park Masoala in 1997 is er een extra bescherming, maar vele dieren leven nog buiten het park. Het is niet bekend hoeveel exemplaren er in het wild leven. Het leefgebied wordt bedreigd door zwerflandbouw (slash-and-burn), verder wordt er nog steeds op het dier gejaagd. Daarom is het een bedreigde diersoort die op de internationale rode lijst staat. Er zijn echter nog zo'n 200 dieren verspreid over 42 dierentuinen verspreid over de wereld. Enkele van deze zoo's werken samen aan een fokprogramma.